# Бабський Євген Борисович
Євген Борисович Бабський (*28 січня 1902, Горіс — † 10 вересня 1973, Москва) — радянський фізіолог, академік АН УРСР (з 1948).
Член КПРС з 1932.
Народився в м. Горісі, Вірменія в родині лікаря. Закінчив медичний факультет Московського університету (1924). З 1930 — професор Моск. пед. інституту. Працював в системі АМН СРСР у Москві.
Праці Бабського присвячені фізіології травного апарату, нервової системи та органів чуття. Бабський є автором підручника з фізіології людини, який видавався в УРСР (1937, 1938).

## Виноски
1. ↑  Бабский Евгений Борисович // Большая советская энциклопедия: [в 30 т.] / под ред. А. М. Прохорова — 3-е изд. — Москва: Советская энциклопедия, 1969.

| науковець | Це незавершена стаття про науковця. Ви можете допомогти проєкту, виправивши або дописавши її. |